# 御嶽海久司
御嶽海 久司（みたけうみ ひさし、1992年12月25日 - ）は、長野県木曽郡上松町（出生地はフィリピン）出身で、出羽海部屋所属の現役大相撲力士。本名は大道 久司（おおみち ひさし）。身長182cm、体重172kg。血液型はO型。得意技は突き・押し。最高位は東大関。父は日本人、母はフィリピン人、尊敬する力士は武双山、平成4年度生まれの関取を指す、いわゆる「花のヨン組」の1人。

## 来歴

### 出生からアマチュア時代
一人っ子としてクリスマスの日にフィリピンで生まれた。フィリピンでは慶事であるクリスマスに限って医療費が無料であり、生まれた直後に1つの親孝行をすることになった。母はクリスマスジャストに生まれたからという理由でミドルネームをジャスティンと命名した。4歳の時に移住した長野県木曽郡上松町の自然で育った。父親と一緒にキノコやタラの芽を山で採取したり、川で泳いだり、アユやイワナ、ヤマメなどの川魚を釣って塩焼きにして食べたりしたことなどを、後に思い出として語っている。保育園時代には生まれつき障害のある子と手を繋いだり、運動会の徒競走で1着でゴールインした後にその障害のある子が困っているところに手を貸したりと弱きを助ける心優しい面があった。
大道少年が相撲を始めるきっかけとなったのは、上松町立上松小学校1年の時に大桑村で開かれた相撲大会で自分より体の小さな相手に負けたことである。これをきっかけに地元の木曽少年相撲クラブに入った。小学生の時は父と約束し自宅の庭石の上で毎日400回、四股を踏むことを日課とした。5年次に全日本小学生相撲優勝大会で2位となった。
木曽町立福島中学校に進学すると3年で全国大会ベスト8となっている。木曽青峰高在学中に国体少年の部で3位となった後に東洋大学法学部企業法学科に進学した。一方で大相撲入りに関しては、相撲部屋へ何度も見学に行って、厳しいということを恐れていたことから、頭になかったという。
東洋大学には監督の濱野文雄から「復活のために力を貸してほしい!」と低迷から脱却するための要員と期待されて勧誘された。大学時代は力強い突き押しを武器に、個人タイトル15冠。4年時の11月に学生横綱、12月にアマチュア横綱となり、現行基準では日大出身の元幕内・市原（清瀬海）、同じく日大出身の幕内・遠藤に続き3人目となる幕下10枚目格付出の資格を得た。

### 入門
当初はプロ入りする意向はなく、アマチュア相撲の強豪・和歌山県庁への就職が内定しており、就職したら家族を呼んで和歌山で一緒に暮らすことを考えていた。しかし、大学の相撲部の浜野監督の知人から部屋を紹介され、また「最近10年くらい幕内力士が出ていなくて、今は名門とは言えないかもしれない。でも、きっと再興させたいと思っている。是非とも力を貸してほしい」という11代出羽海親方（元幕内・小城ノ花）の説得もあり、2015年2月12日に出羽海部屋へ入門した。
2014年2月に部屋を継承したばかりの11代出羽海にとっては初の直弟子である。後に女性週刊誌で大道は「大学卒業後、プロに進もうとは思っていませんでした。公務員試験を受け、和歌山県庁から内定をいただき、両親も喜んでくれていましたから。でも、遠藤関が活躍する姿を見て、"（大学相撲で）自分もあの人といい勝負をしてたんだよなぁ"と思うと、ふつふつと湧き上がるものがありました。でも、勝負の世界に絶対はないですし……」とコメントしており「もし結果が出なければ、"あのとき公務員になっていればよかったのに"と後ろ指をさされる。辞退した県庁のみなさんにも申し訳が立たない。行くからには、絶対に結果を出すという気持ちで入門しました」と入門時の心境を語った。
入門時に目標の力士として元大関・武双山（現・年寄：藤島）の名を挙げたが、2月28日の新弟子検査で身長を測定したのは奇しくもその元・武双山の藤島審判副部長だった。なお、大道は出羽海部屋は知っていたが出身力士は舞の海くらいしか知らず、入門した後で名門であることを改めて知ったといい、出羽海部屋が出羽海一門のトップであるということも知らなかった。

### 大相撲入門後

#### 2015年

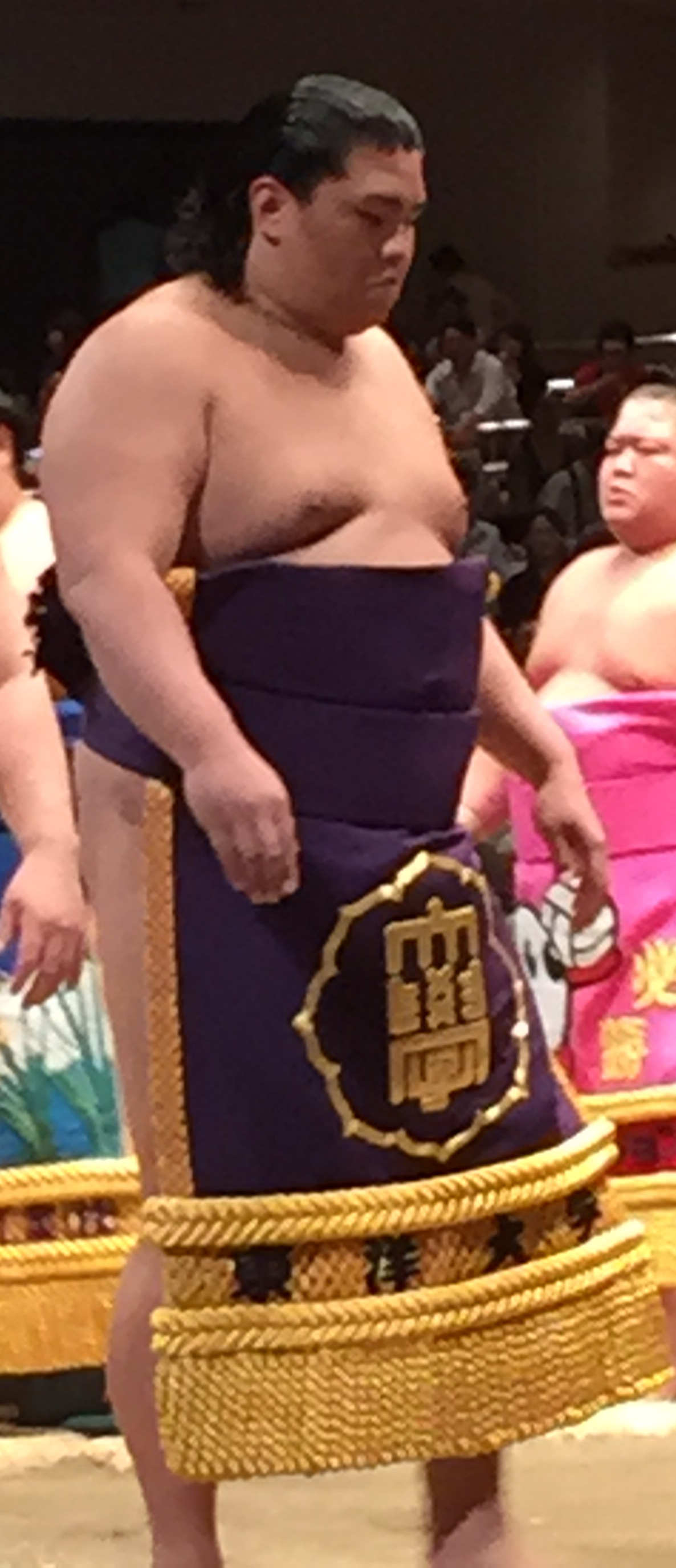
2015年9月（十両時代）

入門当初は本名を四股名とする力士も多いが既に自身の本名の姓と同じ元幕内・大道がいたこともあり、四股名には地元・上松町から望める御嶽山と出羽海部屋の「海」を合わせた「御嶽海」に決まった。父は嶽王（たけおう）や嶽ノ王（たけのおう）という四股名を考えていたと言い、親戚に王という苗字の人がいたので四股名に『王』を付けることを考えたという。入門当初から外出には力士にふさわしい着物や履物を身に着けないといけないため、その点で御嶽海は他の部屋と比べて厳しいと感じたという。
3月場所で初土俵。2番相撲（3日目）に大翔鵬からプロ初黒星を付けられたものの、これがかえって緊張をほぐす契機となり、最終的に6勝1敗の好成績となった。5月場所は東幕下3枚目の地位で6勝1敗の成績とし、場所後の番付編成会議にて、7月場所での新十両昇進が決定した。十両昇進まで所要2場所で昇進するのは11人目である。長野県は元幕内の大鷲が1978年1月場所限りで引退して以来全都道府県で関取不在の期間（37年間）が最も長かったが、長野県出身力士として47年ぶりの新十両となり、平成以降関取を出していない都道府県は皆無となった。
関取になってからは取的に指導やアドバイスもしなければならなくなったが、早い出世だったため当初は関取という立場であっても兄弟子たちには話しづらく、そうしたことができるようになったのは幕内上位となった2016年になってからのことであった。7月場所において、11勝4敗の成績を収め、十両優勝を果たした。長野県出身力士の十両優勝は、1949年5月場所の大昇以来66年ぶりである。10日目の常幸龍から激しい張り手を受け口内から激しく流血し、翌日の取り組み後に左上唇を15針縫う怪我を負った。以降の取り組みでは本来の突き押しが出来ず、いつも以上に立合いの変化を多用した。
7月17日、写真家の篠山紀信が、松本市美術館にて展覧会の打ち合わせの際に優勝したら御嶽海の写真を撮ると約束していた。結果、十両優勝したため2015年9月9日に出羽海部屋にて撮影が行われ、開催中であった『篠山紀信展 写真力』の展示を変更し御嶽海のモノクロ写真が白鵬や朝青龍に並んで掲げられた。
9月場所14日目は初めて幕内で相撲を取り勝利した。また、若手のためにと中入り後最初の取組に懸賞金を掛け続けていたもち吉による初めての懸賞金を受け取った。この場所は西十両5枚目で12勝3敗という好成績だったことから、続く11月場所では新入幕となり、この場所は千秋楽に勝ち越した。

#### 2016年

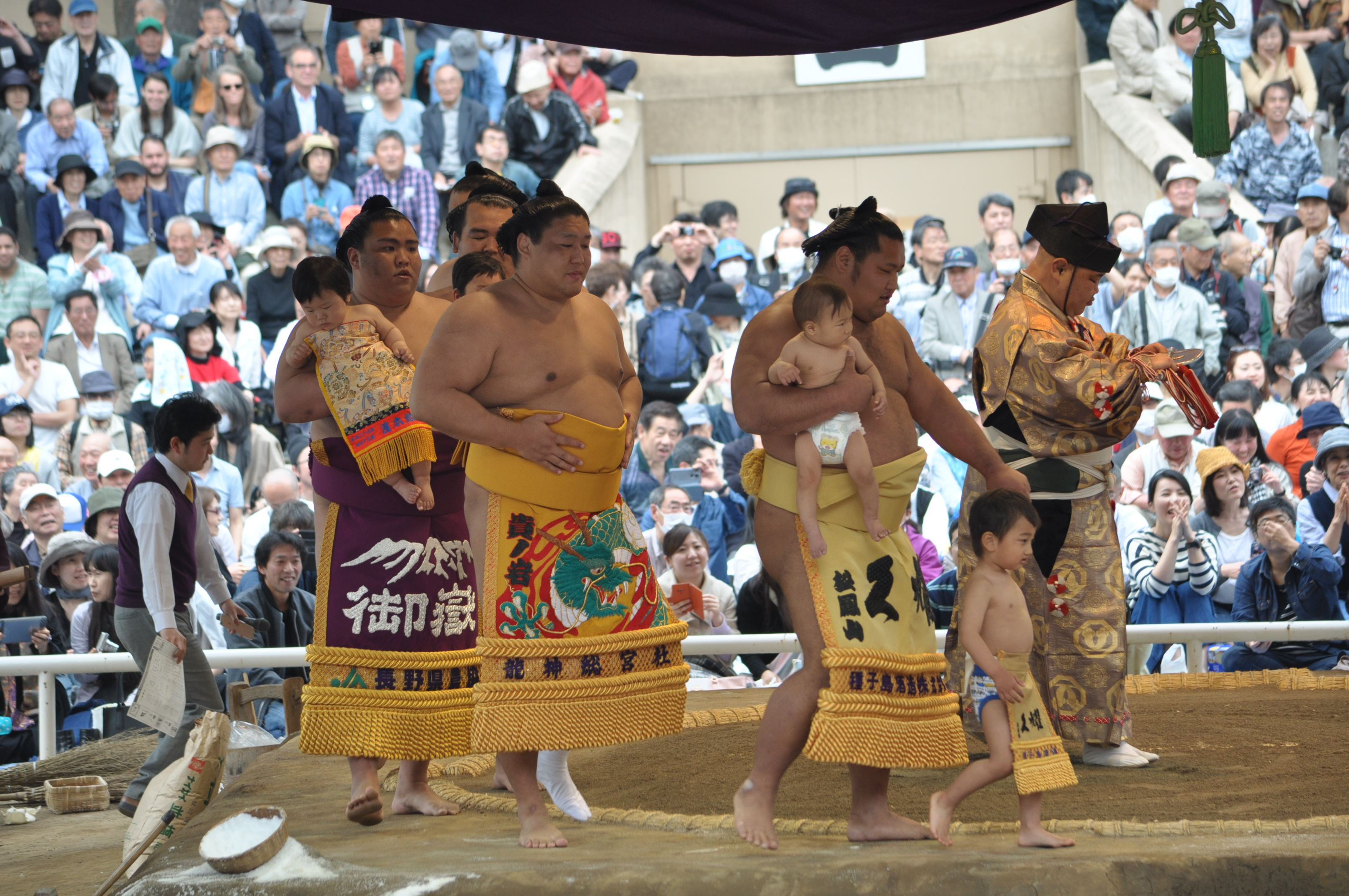
靖国神社奉納大相撲 土俵入りする御嶽海（2017年4月17日撮影）

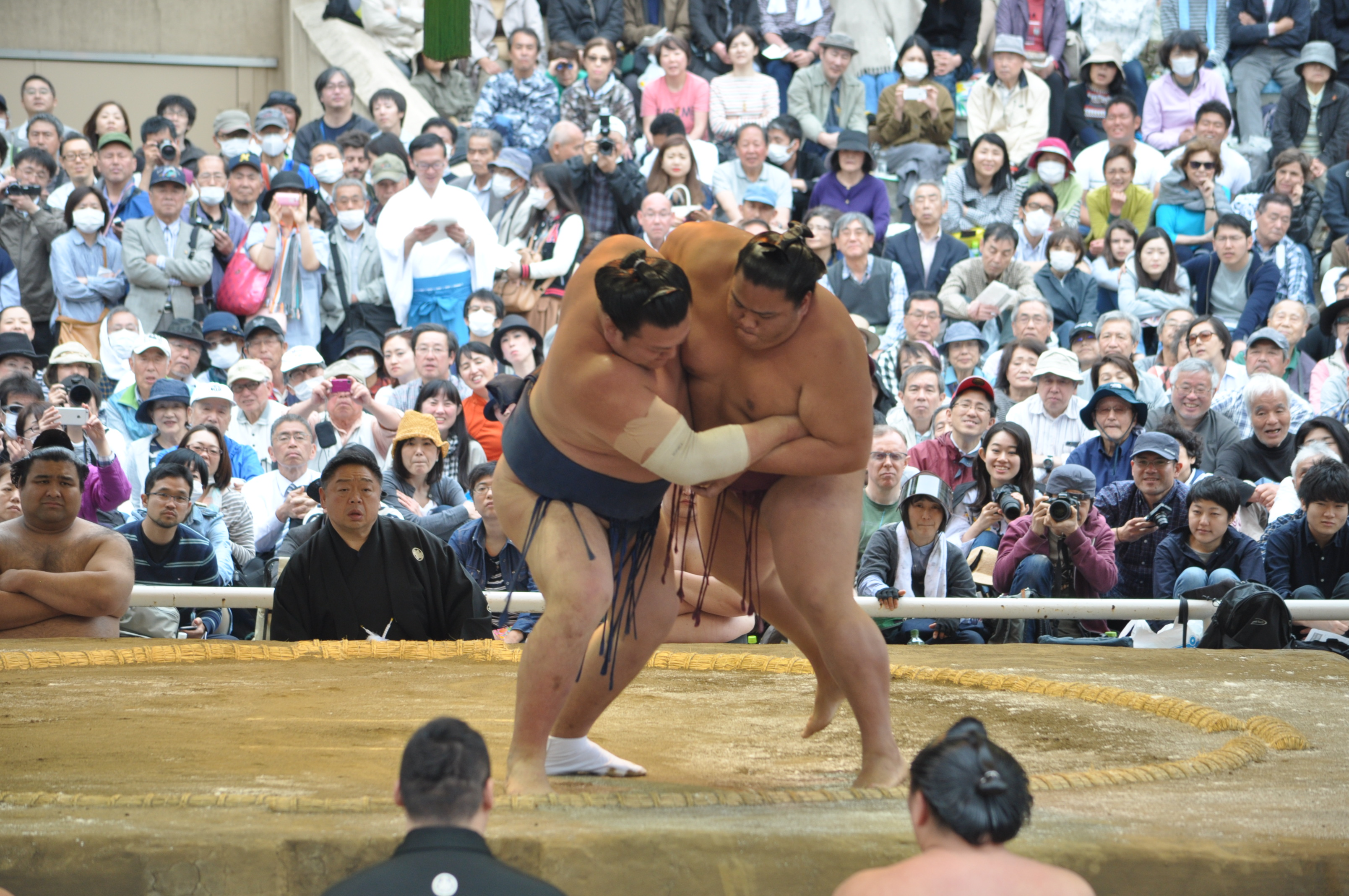
靖国神社奉納大相撲 御嶽海の相手は勢（2017年4月17日撮影）

1月場所は途中休場により入門丸1年にして初めて勝ち越しを逃したが、3月場所は10勝とした。5月場所前は食あたりと風邪に苦しんだと伝えられたが、西前頭8枚目として迎えた直後の5月場所は場所前の不調とは裏腹に11勝を挙げ、敢闘賞を受賞した。東前頭筆頭まで大きく番付を上げて臨んだ七月場所は7日目までの大関戦で力の差を見せつけられ1勝6敗。最終的には5勝10敗と自身初の皆勤負け越し。初めて大銀杏を結って挑んだ9月場所は11日目に勝ち越しを決めるなど好調であり、最終的に10勝5敗の2けた白星を収め、11月場所では新三役となり小結に昇進した。長野県出身力士としては1932年春場所の髙登以来84年ぶり、出羽海部屋からは2005年9月場所の普天王以来11年ぶりの新三役であり、東洋大卒業者としては初である。御嶽海の新三役昇進を記念して中日新聞社は10月31日、特別号外を発行した。11月場所では上位陣相手に健闘するものの6勝9敗で負け越し、三役の座からは陥落する。

#### 2017年
西前頭筆頭で迎えた1月場所では初日から3横綱・4大関との対戦が続いたが、2日目に横綱・日馬富士を寄り切りで破り長野県出身力士として1955年初場所初日の大昇以来62年ぶりとなる初金星を挙げると4日目には鶴竜にも勝利し、二つの金星を含む11勝4敗で初の技能賞を獲得した。これにより3月場所は三役復帰となった。場所後の2月17日に佐久市中込のホテルで行われた「御嶽海関技能賞受賞祝賀会」では「応援をしていただいた皆さんの熱気を感じる。3月場所でも二桁の勝ち星を挙げ、また佐久へ戻ってきたい。期待に応えられるよう精進します」と決意を語り、会場の盛大な拍手を浴びた。東小結で迎えた3月場所は大関以上に対して自力勝利なし（5日目の白鵬戦は不戦勝）であったが関脇以下に対しては実力を発揮して14日目に勝ち越し。自身2場所目の三役のこの場所は9勝6敗で初の三役での勝ち越しであったが関脇に負け越しがおらず、地位は留め置きとなった。
御当地の春巡業松本場所では稽古中に左手首を負傷、ほぼぶっつけ本番で挑んだ5月場所は初日から3連勝、6連敗、5連勝とツラ相撲ぶりを発揮し、8勝7敗で場所を終え、7月場所は西関脇へと昇進した。長野県出身の新関脇は髙登以来84年ぶり。6月26日午後、愛知県犬山市内にある出羽海部屋名古屋場所宿舎で記者会見に臨んだ際、御嶽海は「今は上（大関）は目指していない（意識していない）。しっかり勝ち越しを続けることが大事。課題は精神的な部分。力は通用しているから、あとは気持ち。新関脇でも8勝し、そこから二桁勝利を目指したい」と抱負を語った。県出身者として84年ぶりの関脇昇進には「上の人が歴史をつくってきたことはすごいと思う。自分も歴史に刻んでいきたい」と語った。宿舎に入る前日の25日朝に木曽郡内で震度5強を記録した地震の際は、上松町の実家に帰省中だった。「大きな縦揺れで目が覚めた。（地元では）御嶽山噴火災害も思い出されるかもしれないが、不安を帳消しにできるように、自分の相撲を取りたい」と強調した。29日に境川部屋に出稽古へ行った際には豪栄道と三番稽古に挑み、1勝10敗。
7月場所では、初日に稀勢の里を破って自己最多となる46本の懸賞金を獲得し、「46本? 2つ（の懸賞の束）を持ったのは初めて。気分よかった。最高のスタートが切れた」と6度目の対戦で稀勢の里に初勝利した喜びを見せた。11日目に、魁皇と並ぶ歴代最多勝記録が懸かった白鵬に勝利し、記録達成を阻止した。、この一番について「めっちゃうれしかったです。横綱も記録がかかっていた一番で、緊張感が伝わってきた」と振り返り、さらに「今までで一番多く（座布団が）舞ったんじゃないですか。いやー、うれしい。今まででいちばんうれしい」と喜んだ。同場所は9勝6敗で、2場所連続の殊勲賞を受賞した。三賞選考委員25人中21人の賛同を得ての受賞であった。夏巡業では15分ほどの四股、すり足、体幹トレーニングで体を鍛えた。帰京してから8月29日に稽古を再開した。続く9月場所、11月場所共に関脇の地位で勝ち越しを果たし、2017年の年六場所を全て勝ち越した唯一の幕内力士となった。

#### 2018年 -7月場所で初優勝-
1月場所は初日から7連勝を果たして、鶴竜との優勝争い、そして大関獲りへの足掛かりの場所となることを期待された。しかし、8日目に逸ノ城、9日目に栃ノ心と今場所好調の平幕力士に連敗すると調子を崩し、勝ち越しを目前にして連敗は5まで伸びた。13日目に同じく連敗中の鶴竜を下してなんとか勝ち越しを決めたものの、残りの大関戦も負けて結局8勝7敗の成績だった。なお、9日目に栃ノ心と1敗同士で対戦しているが、平幕と関脇が9日目に1敗同士で対戦するのは、1972年3月場所の長谷川と魁傑、1981年9月場所の琴風と大錦以来これが3例目となった。3月場所は12日目の豪栄道戦で不戦勝に恵まれたものの13日目と14日目を連敗して負け越しを確定させ、千秋楽に勝ったものの7勝8敗の負け越しに終わり、連続関脇在位が5場所でストップした。4月10日の春巡業伊那場所では高安との三番稽古では4勝5敗。一気の出足で押し出すこともあったが、つかまると力負けした。白鵬にはぶつかり稽古で5分間にわたって胸を出してもらい、何度も転がされた。スタミナ不足は御嶽海も認識しており「体力面で失速しないように、この巡業で鍛えていきたい」と意気込んだ。御嶽海の両親にとっては伊那場所はご当地場所であり、「地元に近い会場で、友人と連れだって観戦できる」と両親は楽しみにしていた。同年7月場所では西関脇で初日から11連勝と好調な相撲を取り、12日目に大関・髙安に敗れたものの、14日目に栃煌山に勝利して幕内初優勝を決める。千秋楽こそ豊山に敗れて最終的に13勝2敗となったが、御嶽海の幕内最高優勝は大相撲の優勝制度が制定された1909年（明治42年）6月場所以後、初となる長野県出身力士の優勝であり、また出羽海部屋にとっても1980年（昭和55年）1月場所の横綱・三重ノ海以来38年ぶりにして通算50回目の幕内最高優勝ともなった。千秋楽の朝、記者に対しては「優勝しても泣かない」と話したが、インタビューが始まると涙を堪え切れなかった。8月8日、長野県は御嶽海にスポーツ特別栄誉賞を授与すると発表した。同日に記者会見した県知事の阿部守一は「多くの県民に喜びと大きな希望をもたらした業績をたたえたい」と述べた。9月場所は大関取りの場所となる。2018年9月場所前の記事では花田虎上から「詰めが甘いというのではなく、勝負がつく前に勝ったと思いこんでしまっている。その前のエアポケットみたいなところを防げるようにならないと、取りこぼしが多くなってしまいます」と指摘されている。同時期の記事で舞の海はおっつけ、もろ差し、右前ミツとバリエーション豊富な立合いを評価しており、稽古不足を指摘されがちな点に関しても逆に2018年7月場所前に体力を温存して本場所に備えて幕内最高優勝という結果を出したことから「御嶽海の場合は相撲をスポーツの1競技としてとらえ、本場所の土俵で勝つか負けるかという感覚で取り組んでいるのだと思います」と評価している 。大関昇進がかかる秋場所は初日から5連勝と先場所からの好調を維持する。6日目に豪栄道に敗れ後退するも7日目には貴景勝の張りにも動じず連敗はしない。しかし中日に勢から初黒星を喫すると、上位対戦の連戦で5連敗。稀勢の里に敗れたところで今場所での大関昇進は無くなってしまう。それでも13日目に妙義龍から白星を得ると翌日には大関としての高安に初めて勝った。千秋楽も白星を得て9勝6敗。来場所に望みを首の皮一枚ながら繋がる形となった。続く九州場所は、初日いきなり黒星発進。さらに、4日目と5日目で連敗と、序盤終えてすでに3敗を喫するが翌日から3連勝でやや調子を取り戻す。しかし、3連敗と2連敗が響き、14日目に負け越しが決まり、大関取りは白紙へ。翌日の千秋楽では、勝てば優勝決定戦に進出する高安を土俵際の掬い投げで破り、小結にとどまれる成績を残した。

#### 2019年
1月場所は初日から2横綱を破るなど5連勝と好調。しかし6日目の妙義龍戦で左膝付近を負傷し車椅子で運ばれ、7日目から休場。11日目から再出場し、その1番で10戦全勝としていた白鵬を破って関脇以下で横綱3人撃破という1984年3月場所の大乃国以来35年ぶりとなる記録を達成。大関以下の力士が再出場後最初の取組で横綱と対戦し勝利するのは、1951年9月場所で備州山が千代ノ山に勝った事例以来、約67年ぶりで、戦後2例目となった。勝ち越しを決めた後は思うような相撲が取れなかったものの、3横綱1大関に加え、優勝した玉鷲、優勝を最後まで争った貴景勝の両関脇にも勝っていたことが評価され、殊勲賞を受賞した。途中休場した力士が再出場して三賞を受賞するのは史上初となった。再出場によって優勝争いの流れを変えたことから藤島審判副部長（元大関・武双山）の後押しで前例のない受賞に至った。本人も受賞するとは思っていなかったという。3月場所は、ぶっつけ本番で挑むこととなった。この場所は大関以上には横綱の鶴竜以外に勝てないなど上位の壁に阻まれ13日目に負け越しを確定させるも、残りを2連勝して7勝8敗と踏みとどまった。春巡業中は怪我の影響で実戦稽古が1日数番にとどまるなど稽古不足が伝えられ、5月場所前には体重が175キログラムを計測するなど稽古不足による体重過多が懸念された。14日目に勝ち越しを決めて3場所ぶりの関脇、そして15場所連続の三役を確定させた。千秋楽は既に優勝を決めた朝乃山を一方的に寄り切って勝利し、「力の差を見せつけました。差が出たんじゃないですか」「伊達に三役を2年張ってきたわけじゃない」と意地を見せた。7月場所前の時津風部屋出稽古では、昨年優勝した場所という事もありいつになく稽古を積み、特に前場所優勝した朝乃山を警戒し申し合いを重ねた。7月場所は、中日を終えて6勝2敗と好調だったが後半2連敗などをして失速、結局2場所連続の9勝6敗に終わり、またも10勝に届かなかった。
9月場所は、初日に朝乃山に敗れるも2日目から7日目まで6連勝をする。8日目の貴景勝で負け2敗をする。10日目の玉鷲戦で勝って勝ち越しを決める。11日目の竜電戦で負けるも、13日目の妙義龍戦で勝って、初優勝した平成30年度7月場所以来の10勝を挙げた。14日目の豪栄道戦では珍しく注文相撲をし11勝を挙げ、3敗の貴景勝、隠岐の海と優勝争いの先頭に立つ。ただしこの注文相撲は波紋を呼び、解説者の北の富士勝昭に、「次期大関の呼び声も高い力士が、今場所最大の見せ場に立ち合いの変化とは、こんな勝ち方をして誰が喜ぶというのか。実に情けないことだ。すっかり気分が悪くなった。もう寝よう」と酷評された。千秋楽は遠藤を寄り切りで下し、12勝3敗同士の優勝決定戦で貴景勝と対戦。その貴景勝を寄り切りで下して自身2度目の幕内最高優勝を達成。関脇の地位で2度の優勝は、後の横綱・朝潮以来62年ぶりの快挙だった。優勝を果たした場合という条件付きで千秋楽に受賞を懸けていた殊勲賞も獲得。大関昇進の夢を11月場所でかけることになった。11月場所はまたこの年の年間最多勝が懸かっており、9月場所終了時点で45勝の暫定1位。これにより同点で暫定1位タイの阿炎と並ぶ格好となった 。しかしその11月場所は1勝1敗で迎えた3日目の明生戦で右目の上を切り（この取り組みには寄り切りで勝利）、そこから恐々と相撲を取るようになって3連敗を喫するなど失速、14日目に負け越しを確定させて大関取りはまたしても白紙になった。更には千秋楽にも阿炎に敗れて6勝9敗となり、17場所連続で務めた三役から陥落となった。

#### 2020年
出羽海部屋で行われた出羽海一門連合稽古では相撲を取った。西前頭2枚目で迎えた1月場所は11日目に7勝4敗としながら4連敗を喫し7勝8敗で負け越し。3月場所は初日から6連勝、7日目・8日目は両横綱に連敗するも、14日目に隆の勝に敗れるまで優勝争いに残り10勝5敗で終えた。4月27日の番付発表において西関脇となり、2場所で三役復帰を果たす。
7月場所は、初日から7連勝した後2連敗したが10日目に全勝の新大関の朝乃山を破り、12日目には一敗の白鵬を2敗に引きずり降ろし、千秋楽まで優勝争いに加わった。白鵬の休場もあり、14日目終了時点で2敗で照ノ富士を3敗で朝乃山、正代、御嶽海が追う展開となった。千秋楽で照ノ富士戦に勝てば巴戦だったが、照ノ富士に完敗し優勝を逃し、11勝4敗で終えた。
昨年優勝した9月場所は先場所に続いて西関脇の地位での場所となり、正代と大栄翔に並んでの大関取りへの足固めの場所となる。しかしこの場所は低調ぶりを八角理事長から「気力がないね。『一生懸命押すんだ』と『何となく』というかね」「もっともっと相撲に気持ちをかけなきゃ。気持ちが、どっかに行ってしまっている感じがする」と嘆かれた。北の富士からも「御嶽海のだらしのないこと甚だしい限りである。まるでやる気が見られない。これでは名門出羽海部屋もお先真っ暗であります」と切り捨てられた。結局この場所は8勝7敗で終えた。
10月20日に両国国技館の相撲教習所で行われた合同稽古では白鵬と三番相撲を行い、23戦1勝22敗。稽古嫌いで知られる御嶽海が珍しく熱心に稽古していることから白鵬は「稽古しすぎると、雪が降るぞ」とからかっていた。
11月場所は2019年11月場所以来となる東関脇の地位が与えられた。この場所も数字上は大関昇進の可能性が僅かにあったが、9日目から6連敗を喫するなど結果は7勝8敗で負け越した。これで3度目の大関取り白紙となった。

#### 2021年
1月3日の稽古開き以降、主に部屋の三段目を相手に1日約20番相撲を取る調整を行い1月場所に備えた。1月場所は8日目までに3大関全員に勝利した一方で関脇以下の相手には全敗するという珍現象で3勝5敗、後半は6連勝と持ち直したものの9勝6敗で終え、またしても二桁勝利に届かなかった。
3月場所は千秋楽で勝ち越しを決め、8勝7敗で終えた。千秋楽後、またもや二桁勝利を逃した原因を聞かれて「それをみんなに聞きたい。これから考える。課題はないよ」とコメント。
2021年4月20日の合同稽古では十両以上と合計24番相撲を取る稽古を行い「多かったですね。今日、雨降るんじゃないですか。快晴ですけど」とジョークを飛ばした。
5月場所は、初日から3連勝するも4日目に照ノ富士に敗れ1敗。その後途中3連敗を喫するも、最終的には10勝5敗で場所を終え、およそ1年ぶりに三役で二桁勝利をあげることとなった。
7月場所直前の7月2日、「（三役で）連続で2桁取ったことないから、こういうチャンスで2桁連続で取りたい」と意気込みを語った。
8月24日に相撲教習所で行われた合同稽古では15番相撲を取って7勝8敗。陸奥親方からかけられた「（もっと）稽古をやっていたら今ごろ（大関に）上がっていたよ。（もっと稽古を）やったら強いんだから」という言葉に「元大関の人に僕みたいなのに話し掛けてもらって、気にかけてもらっているのがうれしくて、それもあってスイッチが入って、今日は気合が入った」という。しかし7月場所は序盤は平幕相手に連勝を重ねるも後半、役力士相手に苦戦し結局8勝7敗で終わり目標にしていた2場所連続二桁勝利は達成できず場所後の大関取りの話題などもちろん皆無だった。
9月場所は序盤から好調を維持し11日目終了時点で3敗で照ノ富士を2差ながら追っていたが12日目から照ノ富士との直接対決含む3連敗を喫し結局二桁勝利はまたしても叶わなくなり最終的に9勝6敗で終わった。11月場所直前には「横綱にはなりたくないんですけど…。目標となる一番近い大関には早くなりたいし…。もう上に３人しかいないからね。早く大関の枠に入りたいなと思いますね」と個性的な表現で抱負を語った。
11月場所、初日から3連勝を果たしたが錦戸審判長から「（存在は）面白い」とされつつも「ただ、彼は期待を裏切りますから。強い御嶽海と弱い御嶽海がいるから、なんともねえ」と辛口のコメントを受けた。6日目の妙義龍戦では、立合いで左へ大きく変化し、自らの懐へ招き入れる雑な叩き込みで白星を収めた相撲のその内容から、藤島審判長から「あんな立ち合い、相撲では駄目だ」と酷評された。勝ち越しは自身2番目の速さである9日目。終盤に負けが込んだものの11勝4敗で年最後の場所を締めた。翌2022年1月場所は、成績次第では大関昇進が見える大関取りの場所となった。

#### 2022年 -大関昇進から僅か在位4場所で関脇陥落、史上ワーストの短命大関に-
2022年1月場所前、伊勢ヶ濱審判部長は、「直近3場所で合計33勝」に達する13勝を挙げれば大関昇進を認める考えを否定し、全勝優勝を大関昇進のためのノルマとして掲げた。そのため、場所前にはそもそも昇進ムードが無かった。その1月場所では初優勝をした2018年7月場所以来となる初日から8連勝をし幕内力士で一番に勝ち越した。しかし、10日目に北勝富士戦に敗れ1敗になり2桁勝利は翌日以降に持ち越したが、翌11日目に正代戦に勝ち10勝を挙げ、自身初めて三役で2場所連続の2桁勝利を挙げた。その後は12日目の阿武咲戦で敗れ、2敗となったが、13日目の阿炎戦、14日目の宝富士戦と勝ち、14日目に照ノ富士が敗れたため、優勝争いでも単独首位となる。千秋楽は照ノ富士戦が組まれ、照ノ富士戦も勝ち3度目の幕内最高優勝を決めた。また、今場所13勝を挙げ、日本相撲協会の審判部は大関昇進に向けた臨時理事会を招集したため、この時点で事実上大関昇進が確定し、場所後の1月26日の番付編成会議で正式に大関昇進となった。長野県出身力士の大関昇進は、江戸時代の1795年の雷電爲右エ門以来、227年ぶりとなる。フィリピン系大関は史上2例目。大関伝達式の際の口上は「大関の地位を汚さぬよう、感謝の気持ちを大切にし、自分の持ち味を生かし、相撲道に邁進して参ります」だった。また翌27日には、1歳上の一般女性（後援会の関係者）と結婚していたことを発表した。因みに東洋大学からの大関昇進は大相撲史上初。
3月場所の番付発表によって番付表に大関として四股名が掲載された。なお、大関昇進まで三役在位28場所は史上4位のスロー通過。
新大関となった3月場所では14日目に4敗目を喫して優勝の可能性が消滅するまでの間、優勝争いに加わった。この場所は11勝4敗で終え、この星取りを「いいんじゃないですか。悪くはないと思います」としたが、大学の後輩の若隆景に優勝をさらわれたことには「大関として恥ずかしいと思います」と悔しさをにじませた。
5月場所は6勝9敗の負け越しとなり、続く7月場所は自身初の角番。6月22日の稽古後、5月場所初日に右肩を負傷したことを明かした。この時点では相撲を取る稽古が出来ず、基礎運動中心となっており「ぶっつけ本番でもやらないといけない」と語っていた。
7月場所は角番で迎え、6日まで2勝4敗と黒星が先行していたが、同部屋の協会員が新型コロナウイルスに感染したことが判明。（翌日の17日に、16日の夜の御嶽海自身の新型コロナウイルス感染を発表。）このため、御嶽海はじめ部屋所属力士全員が7日目（16日）から休場となった。仮に救済措置が取られなければ大関陥落となり、大受の5場所より短く（2場所連続休場で陥落した武双山、貴景勝を除く）、大相撲史上ワーストの短命大関となる見通しだが、もし大関に据え置かれれば翌9月場所も角番で迎えることとなる。6日目まで2勝4敗で相撲内容も極めて悪く仮にそのまま皆勤していれば負け越していた可能性は極めて高かったためなんとも後味の悪い結果となり、北の富士も自身のコラムで救済措置に否定的な意見を示している。結果8月29日発表された秋場所の番付では大関にとどめられており、秋場所は再び角番ということとなった。場所後の夏巡業には感染症からの回復が間に合ったため参加。8月7日の夏巡業さいたま場所が行われた際には「来場所も大関として仕事を果たしたい。10番取れるようにしたい」と2桁白星を目標に掲げた。しかし異例の2場所連続角番で迎えたその9月場所でも復調せず11日目に負け越しが決まり、大関在位僅か4場所で陥落することとなり、前述の大受より短い（年6場所定着後、大関復帰者を除く）史上ワーストの短命大関となった。大関特例復帰の懸かる11月場所は、初日の明生戦で低い立合いからの左おっつけで一気に押し出した相撲を指して、北の富士から「気迫も十分に感じられたので10勝は楽勝だろう。私が自信を持って予想するが、まず間違いないだろう」と絶賛された。しかしその後は調子を落とし、6日目から連敗して迎えた10日目の翠富士戦に寄り切りで敗れて6敗目を喫し大関特例復帰の可能性は無くなった。この場所は大関陥落が決定した正代同様に6勝9敗に終わり、この様子に普段は大関陣に厳しい15代武蔵川も「大関は協会の看板だけれど体の調子が悪いのなら、番付を考えず、土俵に上がらないでいいんだよ。負けが込むとやっぱり落ち込むし、相撲から気持ちがどんどん離れて行ってしまう。そうすると、相撲人生の危機なんだ。 本人が出場すると言っても、そこは師匠の判断で、まずは体と心のケアをきちんとさせてあげなきゃダメ」と心配していた。

#### 2023年
3月場所は4勝11敗と不調で、14日目の隆の勝戦は北の富士に「隆の勝と御嶽海の一番を見たが、御嶽海は全くやる気なし。こんな力士こそ、お客さんに失礼だから休場したほうがいい。元大関が泣く、みっともない」と酷評された。
西前頭6枚目でむかえた5月場所は、13日目に大栄翔を破り、7場所ぶりの勝ち越しを決めた。
7月場所直前の7月5日、父が74歳で死去した。父の死去を受けて御嶽海が葬儀の喪主を務めるため、部屋の宿舎のある犬山市から実家の上松町に一時帰省した。この場所は父を喪った心労からか、9日目に負け越しを確定させるなど絶不調。最終的には3勝12敗の惨敗。なお、場所中にはフィリピンに住む母方の祖母も死去した。場所後には長野県に帰り、亡き父に「今場所は情けなかった」と謝りつつ「だけどまた三役を目指すから、ちょっと力を貸してよ」と伝えたという。

#### 2024年
2月12日、東京都内で結婚披露宴を開いた。
7月場所は西前頭2枚目と、久々の上位総当たりとなった。最終的には7勝8敗で負け越すも、初日に先場所優勝者の新関脇・大の里を立ち合い一気の相撲で破る他、大関・琴櫻を投げの打ち合いで破る存在感を見せた。9月場所は4勝11敗と振るわなかったが、11月場所は番付運に若干恵まれ4枚降下で済んだ。11月場所では5日目を終わって4勝1敗と好調だったが、6日目の琴勝峰では突き落としで白星を収めたものの、土俵下に落ちた際に左肩と腰を痛めて救急搬送された。その後も強行出場したが9日目の一山本戦で4敗目を喫した際はNHK大相撲中継で解説の舞の海が「まったく相撲が取れる状態じゃないので、わたしは明日から休場するべきだと思います」と忠告していた。結局故障の影響から7日目以降は白星が伸びず、7勝8敗と負け越し。

#### 2025年
2025年になっても不調は続き、1月場所は西前頭7枚目の番付で2勝13敗の惨敗に終わったため、番付運次第では十両陥落もあり得たが、3月場所は東前頭17枚目と幕内に残留した。しかしここでも6勝9敗の負け越し（2024年7月場所から5場所連続の負け越し）となったため、翌5月場所は十両筆頭に置かれ、朝乃山以来の大関経験者の十両陥落となった。これについて地元の住民からは、「涙が出るほど切ない」「本当に残念、3回も優勝しているのに。来場所は這い上がってくるつもりで頑張ってもらいたい」といったコメントが聞かれた。十両陥落となった5月場所は8勝7敗で6場所ぶりに勝ち越しを決めた。7月場所は西前頭16枚目の地位に置かれ、1場所での再入幕を果たし、10勝5敗と新大関の2022年3月場所以来およそ3年ぶりの2桁勝利を果たした。

## エピソード

### 取組関連
- 小学校6年生だった2005年に、「NHK福祉大相撲」の少年力士が関取に挑戦する企画で、大関返り咲き直後の栃東の胸を借りた。
- 先述の元幕内・大道とは2015年7月場所7日目に対戦し勝利[115]。「大道対決」はこの一番のみだった。
- 2016年1月場所7日目の千代大龍戦は「寿司屋の常連対決」として話題になった[116]。
- 2017年5月場所4日目の高安戦で首投げによって黒星を喫した際には「意識せざるを得ないです。置いて行かれたから」と大関取りで先を越されたことを悔しがるコメントを見せ、さらに「興奮しすぎて（相撲内容が）分かっていない」との様子であった[117]。
- 2017年1月場所2日目に日馬富士から初金星を奪った御嶽海だが、この時インタビュールームでは泣こうとしつつも泣けないような微妙な表情をしていた。音楽評論家で作詞家の和田靜香は「まるで『お母さん～』とウソ泣きを通した80年代の聖子ちゃんのガッツある魂に重なるかのよう」と評している[118]。
- 白鵬に現役最後の黒星を付けた力士でもある[119]。
- 2022年5月場所初日は母の日（5月8日）であったが、この日は大関以上で唯一となる白星。後述の通り母親が話題の人であることもあって、この白星は母親に捧げる白星と注目を浴びた[120]。

### 巡業関連
- 2017年4月14日の春巡業松本場所では長野県のご当地力士として人気を集め、6000枚のチケットはほぼ完売するなど盛況であった[121][122]。

### タニマチ・化粧廻し
- 2022年7月場所から髙橋ヒロシから贈呈された『WORST』の登場人物が描かれた化粧廻しを使用[123]。

### 稽古態度
- 学生時代は「遊び稽古」という、土俵の外でいろいろと小技を試す嗜みを行い、勝負勘や技術を養った[124]。
- 「稽古をもっとすれば強くなる」という意見に対して御嶽海は「稽古場でやったことが本場所の土俵で出るんだ、というけれど、その逆の力士だっていると思うんです。今の自分は、稽古だけじゃないと思う『このままでは現役寿命が短くなるのでは』などとも言われますけど、例えば、今、幕下でガンガン稽古して、3年後に強くなるぞと言われても、その頃には膝がボロボロで関取になれなかった---では意味がない。"今この時の稽古"を自分なりにして、今、結果を出さないと。そう僕は思っています。それが、もしこの先の現役寿命を短くしてしまうことになっても、そこは変えたくない。僕は"今を生きている"んです」と自分なりの相撲論を展開している[124]。
  - 稽古嫌いとされているにもかかわらず相撲で結果を残すことから、2019年2月3日に行われた成田山新勝寺の豆まきに参加した際、控室である横綱から「稽古しないで勝つ方法、オレに教えてくれよ!」とからかわれた[125]。

### 四股名
- 2018年8月の報道によると、大関昇進を機に両国や大錦といった部屋ゆかりの四股名に改名することに対して「歴史ある部屋だからこそ、しこ名を受け継げる。その資格を備えて許されるものなら名乗ってみたい。それが伝統だから」と意欲を示している[54]。

### その他相撲関連
- 自身の初土俵から上松町の公民館では場所ごとにパブリックビューイングが行われている[126]。
- 昇進が早く、入門当時稽古を付けてもらっていた兄弟子を今は付け人にしている。
- 2017年5月場所前の記事では、場所に際して「まずは勝ち越し」としか言わない力士であるとされている。上位へは勝ち越しを続ければ絶対に上がるというのが本人の考えである[127]。
- 東洋大学1年生のとき、全日本大学選抜相撲十和田大会決勝で遠藤聖大を破って優勝を果たした時、両親から腕時計をプレゼントされた。この腕時計は角界に入ってからも大切にしている[128]。
- 2018年2月10日の第51回NHK福祉大相撲では、オープニングでわーすたと元気よく『め組のひと』を歌った[129]。ソロでは『OH MY LITTLE GIRL』を歌い上げた[130]。
- 「15戦全勝」に繋がる験担ぎとしてさがりの本数を15本にしている白鵬にならって自身も同様にさがりを15本にしている[131]。
- 2019年9月場所の優勝インタビューで投げキッスを行った[132]。
- 自身の凱旋を兼ねた木曽町合宿が、例年7月場所前に部屋で行われる。2020年から新型コロナウイルス感染拡大の影響で中止になっていたが、2023年に4年ぶりに再開[133]。因みに木曽町は自身の出身地である上松町と同じ木曽郡である。

### イベント・トークショー関連
- 2017年6月16日、長野県下伊那郡阿智村昼神温泉郷の障害者支援施設「阿智温泉療護園」を訪れ、利用者ら約120人と交流した。東小結で臨んだ5月の夏場所で勝ち越して初の殊勲賞を獲得し、7月の名古屋場所では関脇昇進が有力になっている御嶽海は「さらにその上を目指していきたい」と意気込みを語った。利用者から「ご飯は何杯食べるか」などの質問が飛び、御嶽海関が「夜は茶わんで10杯くらい。これでも少ない方」と答えると驚きの声が上がった。理想の女性像を聞かれると「きれいめな人が好き」と照れながら話し、会場から笑いを誘った。訪問のお礼に、好物のプリンが職員から贈られると、思わず笑みがこぼれた御嶽海。交流後には利用者や子どもたちに囲まれ、サインや握手に快く応じていた。握手をした利用者の女性は「大きくて優しそうな手だった」と感激していた。御嶽海との交流は、同施設が毎年開いている利用者とその家族の交流会に先立ち開催。御嶽海が村内の旅館関係者と親交があり、同日にこの旅館を訪れていたことから実現した[134]。
- 2018年6月23日に地元長野県の松本市を本拠地とするプロサッカーチーム松本山雅FCのホームゲームにゲストとして来場した。その際「チームが勝利したら名古屋場所で2桁勝利する」と宣言した。チームはジェフユナイテッド千葉に4-2で逆転勝ちし、御嶽海は名古屋場所で2桁勝利だけでなく幕内最高優勝までもを果たした[52]。なお、チームでは御嶽海が優勝した7月21日に行われた京都サンガ戦において、ホームスタジアムのアルウィンでアナウンスがあり、サポーターから御嶽海コールが行われた。
- 2019年11月5日に福岡市内でトークショーに参加した際、理想の結婚相手の条件として「年上」「母親似」「フィリピン料理が得意」と挙げた[135]。

### 趣味・嗜好・特技
- 2017年3月場所前の週刊誌の記事では「僕はスラッとしたクール系の女性が好きです。北川景子さんや相武紗季さん、米倉涼子さんのような。でも性格はおっとり系がいいなぁ。そういうギャップに弱くて（笑）。お互いに成長できる関係が理想です。自分より人生経験豊富な人は勉強になる部分がたくさんあるので、年上の女性に惹かれます」と答えている[21]。
- 『女性セブン』2017年6月1日号の記事によると、15歳年上までが守備範囲の年上女性好き[136]。
- 温泉が好きである。「硫黄のにおいが好き。地元の温泉は鉄分が強い真っ茶色なんですけど、硫黄がすごく強い。乳頭温泉も硫黄のにおいがすごくて、好きな温泉でした」と御嶽海は2016年の夏巡業中に振り返っている[137]。
- ボウリングも趣味の1つ。その縁で2018年9月5日、日本ボウリング場協会からボール、シューズ、バッグの「ボウリング3点セット」と「ボウリング1ゲーム無料券」100枚が御嶽海に贈呈された。贈呈は名和秋と渡辺けあきが手渡しで行った[138]。
- 好物はバナナ、寿司、焼肉[21]、プリン[5]。好きな俳優は峰竜太[128]。
- 部屋公式ホームページによると、憧れのボクサーはマニー・パッキャオ、好きな漫画は『クローズ』、座右の銘は『実るほど首を垂れる稲穂かな』[139]。

### テレビ出演
- 2019年5月2日放送のTBS系「プレバト!!」に出演し、『俳句の才能査定ランキング』に挑戦。「大型連休の電車」をお題に詠んだ一句「居残りの 鉄砲響く 春巡業」が才能アリ1位の評価を受ける。「春場所で負け越し、次の五月場所に向けて思いを春巡業にぶつけたい。パワーアップして五月場所優勝したい」という思いを込めたと話した[140]。俳人の夏井いつきは「『居残りの』『鉄砲響く』で読者に一体何事? という謎かけをして、最後の下五の『春巡業』（季語）で全容が分かる句。この下五の力が大きい。鉄砲が相撲の稽古のしかたと分かるとさらに楽しめ、『響く』の位置も効果的でよく考えて言葉の配置をしている」と分析、直しなしとしている。

### 人間関係
- 2017年5月場所中、同じ東洋大OB（卒業後、御嶽海在学途中まで職員として勤務）である村田諒太のプロボクシング世界タイトル初挑戦があったが、御嶽海は「ニュースで見ただけ」であり自らの相撲に集中した[38]。
- 2021年4月28日に急逝した三段目力士の響龍は同学年で高校時代に対戦経験もあり、心を痛めているという。「危険なスポーツだということを改めて思いました」と話している[141]。
- 萩野公介とは親交があり、2021年6月に長野県で行われた合宿中に肉やフルーツなどの差し入れをした[76]。

### 家族
- 2018年名古屋場所で優勝した後に北海道巡業で北の富士に挨拶をしたところ、「おー、母ちゃんきれいだな」「母ちゃん金星だな」と言われたという。母親は応援に来てくれる人々一人ひとりに挨拶をして回り、普通は「〇〇関のお母さん」と言われるところを「マルガリータさん」と名前呼びで親しまれている。自身が母親のサイン入り色紙にサインを求められることもあり、そのようにファンに接してくれている母親と表には出ないが裏でしっかりサポートしている父親に感謝の思いを述べている[142]。

### その他
- 2018年1月場所中日、マスク姿で国技館へと場所入りした。コロナ禍前に力士がマスク姿で場所入りすることは珍しい光景だった[143]。
- 2019年12月6日の冬巡業大分場所中、2019年を表す一文字に「無」を選んだ。一文字の意味を「無心とか、無の心」と説明[144]。
- 山川穂高は御嶽海に似ていると評される。山川が埼玉西武ライオンズに所属していた頃は山川が「西武の御嶽海」と呼ばれることもあった[145]。
- 絵がとても下手であることを自認しており、日刊スポーツの企画で絵日記を書いたときに話題になった。本人は「絵は本当にダメなんです。小学生のとき、50歳くらいの先生に『今まで生きてきた中で、見たことがない（くらい下手）』と言われたことがありますからね。あれは衝撃でした」と言う[146]。

## 取り口
基本的に突き押しを得意とするがとっさの変化も見られる。一見ただの押し出し、寄り切りに見える相撲であっても、相撲の流れは天才的だ、相撲が臨機応変だという評価もある。若い頃は瞬発力に優れ、腰がよく下り、叩きを食いづらかったが、押すべきところで辛抱できずに差す癖もあった。四つ相撲もある程度取れるがどちらかというと右四つ得意であり、左四つで胸が合うと弱い。中学生の時にもろ差しになって密着する相撲を取っていたので四つになることもあるが、部屋でも「まわしがないと思って取れ」と押し相撲に徹するように指導されているおっつけは相撲の流れの中で多用することがあり、2017年3月場所7日目の日馬富士戦では敗れはしたがおっつけで土俵際まで追い詰めた。
あまり稽古熱心でないことでも知られており、場所相撲の典型である。
2017年頃から四つ相撲が上達し、もろ差しが光るようになった一方で、まだ型がはっきりしないという声もあった。
2019年11月場所頃は前かがみになって頭から当たる相撲が取れていない、もっと体を作るべきだ、裂傷に怯まないようにすべきだという指摘があった。
2019新型コロナウイルス感染拡大防止のため出稽古が禁止されていた中で行われた2020年7月場所は好調であったが、その要因として「普段から稽古熱心な力士ではないだけに、逆に幕下との稽古で疲れが残らず、場所が進むにしたがって調子が上がっていくのではないか」と分析された。突き起こして前に出て押し込む相撲が取れないまま差されると脆く、同場所9日目の霧馬山戦での黒星はその一例である。それでも、調子の良い場所では頭から当たる立合いが冴え渡り、2021年9月場所6日目の琴ノ若戦はその好例である。2021年9月場所中、花田虎上のコラムで「懐に入った相撲は本当に強い」と評された。一方で精神面の甘さが弱点の1つである。
2021年11月場所中、花田虎上は足がしっかりと出る立合いとやはり得意の下からのおっつけで起こす相撲を評価した一方で、稽古場での手抜き癖を懸念していた。この場所中に北の富士は、諦め癖を指摘している。
2021年は押しの決まり手で28勝（押し出し27勝、押し倒し1勝）を挙げたが、これは2021年の幕内で1位の記録で、自身が2021年に幕内で挙げた55勝の約半分を占める。御嶽海が押しに拘るのには、取組時間を短くする、突き指などの四つ相撲を取ることによる怪我のリスクを低下させる、といった本人の狙いがある。
大関時代は下位力士への取りこぼし癖が欠点であった。

## 年表
- 2015年3月場所 - 初土俵（幕下付け出し）
- 2015年7月場所 - 新十両
- 2015年11月場所 - 新入幕
- 2016年11月場所 - 新小結
- 2017年7月場所 - 新関脇
- 2022年3月場所 - 新大関
- 2022年11月場所 - 関脇陥落
- 2025年5月場所 - 十両陥落
- 2025年7月場所 - 再入幕

## 合い口
いずれも2025年7月場所終了現在
（以下、最高位が横綱・大関の現役力士）
- 横綱・豊昇龍には3勝10敗（うち不戦敗1）。大関同士としては対戦していない。豊昇龍の横綱昇進後は対戦なし。
- 横綱・大の里には1勝1敗。大関同士の対戦はなし。
- 大関・琴櫻には3勝8敗。大関同士の対戦はなし。
- 元大関・髙安には10勝24敗。髙安の大関在位中は3勝7敗。大関同士としては対戦していない。
- 元大関・朝乃山には6勝6敗。朝乃山の大関在位中は2勝3敗。大関同士としては対戦していない。
- 元大関・正代には20勝15敗。正代の大関在位中は6勝3敗、大関同士の対戦は1勝1敗。
- 元大関・霧島には7勝11敗。大関同士の対戦はなし。

（以下は横綱・大関の引退力士）
- 元横綱・白鵬には4勝12敗（うち不戦勝1）。土俵上の3回はいずれも三役在位中の勝利で金星は獲得できなかった。
  - 白鵬に最後の黒星をつけた。（2020年7月場所12日目）
- 元横綱・日馬富士には2勝5敗。2017年1月場所で自身初めての金星を獲得。最後の勝利は2017年5月場所で、決まり手は寄り切り。
- 元横綱・鶴竜には6勝8敗(うち不戦勝1)。最後の勝利は2019年3月場所で、決まり手は送り出し。
- 元横綱・稀勢の里には2勝6敗。稀勢の里の横綱昇進後は2勝3敗。勝利した時は2回とも三役在位中のため金星は獲得できなかったが、殊勲賞を受賞した。
- 元横綱・照ノ富士には5勝14敗（うち不戦勝1）。照ノ富士の1度目の大関在位中は2勝5敗。照ノ富士の2度目の大関昇進後は2敗、横綱昇進後は1勝4敗。
- 元大関・琴奨菊には11勝4敗。琴奨菊の大関在位中は2勝2敗。大関同士としては対戦していない。
- 元大関・豪栄道には8勝9敗（うち不戦勝1）。大関同士としては対戦していない。
- 元大関・栃ノ心には6勝8敗。栃ノ心の大関在位中は2勝3敗。大関同士としては対戦していない。
- 元大関・貴景勝には14勝13敗（他に優勝決定戦で1勝）。貴景勝の大関在位中は5勝10敗。2019年5月場所から2020年1月場所まで貴景勝戦本割4連敗していたが、2020年3月場所で勝利し連敗を止めた。

### 幕内対戦成績
| 力士名   | 勝数 | 負数 | 力士名   | 勝数  | 負数 | 力士名   | 勝数  | 負数 | 力士名   | 勝数 | 負数  |
| -------- | ---- | ---- | -------- | ----- | ---- | -------- | ----- | ---- | -------- | ---- | ----- |
| 碧山     | 5    | 4    | 安青錦   | 0     | 1    | 明瀬山   | 1     | 0    | 朝紅龍   | 1    | 0     |
| 朝乃山   | 6    | 6    | 熱海富士 | 2     | 5    | 阿炎     | 11(1) | 7    | 阿夢露   | 2    | 0     |
| 荒鷲     | 3    | 1    | 勢       | 6     | 1    | 逸ノ城   | 16    | 7    | 一山本   | 1    | 3     |
| 宇良     | 8    | 4    | 遠藤     | 18(1) | 8    | 炎鵬     | 1     | 0    | 欧勝馬   | 0    | 1     |
| 阿武剋   | 0    | 1    | 阿武咲   | 12    | 6    | 王鵬     | 1     | 1    | 大の里   | 1    | 1     |
| 隠岐の海 | 7    | 5    | 魁聖     | 1     | 7    | 臥牙丸   | 1     | 3    | 輝       | 7    | 0     |
| 鶴竜     | 6(1) | 8    | 嘉陽     | 1     | 0    | 稀勢の里 | 2     | 6    | 北太樹   | 2    | 0     |
| 旭秀鵬   | 0    | 2    | 霧島     | 7     | 11   | 金峰山   | 2     | 4    | 草野     | 0    | 1     |
| 豪栄道   | 8(1) | 9    | 豪ノ山   | 1     | 3    | 琴栄峰   | 1     | 0    | 琴恵光   | 3    | 0     |
| 琴櫻     | 3    | 8    | 琴奨菊   | 11    | 4    | 琴勝峰   | 3     | 7    | 琴勇輝   | 3    | 0     |
| 佐田の海 | 7    | 4    | 里山     | 1     | 0    | 獅司     | 1     | 1    | 島津海   | 0    | 1     |
| 志摩ノ海 | 1    | 0    | 正代     | 20    | 15   | 湘南乃海 | 4     | 1    | 松鳳山   | 5    | 4     |
| 白熊     | 1    | 0    | 蒼国来   | 1     | 4    | 大栄翔   | 16    | 14   | 大翔丸   | 2    | 1     |
| 貴景勝   | 14*  | 13   | 貴ノ岩   | 2     | 0    | 隆の勝   | 9     | 11   | 髙安     | 10   | 24    |
| 宝富士   | 14   | 6    | 豪風     | 4     | 1    | 玉正鳳   | 0     | 1    | 玉鷲     | 29   | 9     |
| 美ノ海   | 3    | 4    | 千代鳳   | 4     | 1    | 千代翔馬 | 0     | 1    | 千代大龍 | 6    | 5     |
| 千代の国 | 8    | 0    | 千代丸   | 0     | 1    | 剣翔     | 1     | 3    | 照強     | 1    | 0     |
| 照ノ富士 | 5(1) | 14   | 東白龍   | 1     | 0    | 時疾風   | 2     | 0    | 德勝龍   | 2    | 2(1)  |
| 栃煌山   | 7    | 2    | 栃ノ心   | 6     | 8    | 翔猿     | 4     | 8    | 友風     | 1    | 1     |
| 豊ノ島   | 1    | 0    | 豊響     | 2     | 0    | 錦木     | 10    | 3    | 錦富士   | 2    | 2     |
| 白鵬     | 4(1) | 12   | 日馬富士 | 2     | 5    | 英乃海   | 2     | 0    | 平戸海   | 0    | 7     |
| 藤ノ川   | 0    | 1    | 豊昇龍   | 3     | 9(1) | 北青鵬   | 2     | 0    | 北勝富士 | 16   | 12(1) |
| 誉富士   | 1    | 1    | 翠富士   | 6     | 4    | 妙義龍   | 7     | 6    | 明生     | 12   | 9     |
| 豊山     | 3    | 1    | 嘉風     | 4     | 4    | 竜電     | 2     | 10   | 狼雅     | 3    | 1     |
| 若隆景   | 9    | 4    | 若元春   | 2     | 4    |          |       |      |          |      |       |

- 他に優勝決定戦では、貴景勝に1勝がある。

（カッコ内は勝数、負数の中に占める不戦勝、不戦敗の数。太字は2025年7月場所終了現在、現役力士。）

## 主な成績
2025年7月場所終了現在

### スピード記録
- 幕下付出デビューから新入幕までの所要場所数：4場所（歴代2位タイ）
- 初土俵から初優勝までの所要場所数（幕下付け出しから）：21場所（歴代3位タイ）

### 通算成績
- 通算成績：494勝406敗13休（62場所）
- 通算勝率：.549
  - 幕内成績：452勝390敗13休（57場所）
  - 幕内勝率：.537
    - 大関成績：23勝29敗8休（4場所）
    - 大関勝率：.442 大関勝率、在位場所数共に歴代ワースト1位
      - 新大関成績：11勝4敗（歴代15位タイ）
      - 新大関勝率：.733

    - 三役成績：253勝179敗3休（29場所）
    - 三役勝率：.586
      - 関脇成績：170勝115敗（19場所）※関脇勝利数は歴代9位
      - 関脇勝率：.696
      - 小結成績：83勝64敗3休（10場所）
      - 小結勝率：.565

    - 前頭成績：176勝182敗2休（24場所）
    - 前頭勝率：.492

  - 十両成績：23勝7敗（2場所）
  - 十両勝率：.767
  - 幕下成績：12勝2敗（2場所）
  - 幕下勝率：.857
- 途中休場力士の三賞受賞：史上唯一
- 関脇以下の地位での優勝回数：3回（歴代1位）
- 幕内連続2桁勝利記録：3場所（2020年11月場所 - 2022年3月場所）
- 幕内優勝次点以上連続場所：2場所（2021年1月場所 - 2022年3月場所）
- 関脇出場回数：285回（歴代6位）
- 小結出場回数：146回（歴代10位）

### 各段在位場所数
- 通算在位：62場所
  - 幕内在位：57場所
    - 大関在位：4場所（短命大関としては歴代ワースト1位）
    - 三役在位：29場所（関脇19場所、小結10場所）
      - 三役連続在位：17場所（2017年3月場所 - 2019年11月場所・歴代2位）

    - 平幕在位：24場所

  - 十両在位：3場所
  - 幕下在位：2場所

### 三賞・金星
- 三賞：10回
  - 殊勲賞：6回（2017年5月場所、2017年7月場所、2018年7月場所、2019年1月場所、2019年9月場所、2020年7月場所）
  - 敢闘賞：1回（2016年5月場所）
  - 技能賞：3回（2017年1月場所、2018年7月場所、2022年1月場所）
- 金星：2個
  - 日馬富士：1個（2017年1月場所）
  - 鶴竜：1個（2017年1月場所）

### 各段優勝
- 幕内最高優勝：3回　
  - 2018年（1回）7月場所
  - 2019年（1回）9月場所
  - 2022年（1回）1月場所
- 年間最多優勝：1回
  - 2022年（1回・照ノ富士、若隆景、逸ノ城、玉鷲、阿炎と並んで受賞）
- 十両優勝：1回（2015年7月場所）

### 場所別成績
| | 一月場所 初場所（東京） | 三月場所 春場所（大阪） | 五月場所 夏場所（東京） | 七月場所 名古屋場所（愛知） | 九月場所 秋場所（東京） | 十一月場所 九州場所（福岡） |
| --- | ----------------------- | ----------------------- | ----------------------- | --------------------------- | ----------------------- | --------------------------- |
| 2015年 （平成27年） | x                       | 幕下付出10枚目 6–1      | 東幕下3枚目 6–1         | 西十両12枚目 優勝 11–4      | 西十両5枚目 12–3        | 西前頭11枚目 8–7            |
| 2016年 （平成28年） | 西前頭10枚目 5–8–2      | 西前頭13枚目 10–5       | 西前頭8枚目 11–4 敢     | 東前頭筆頭 5–10             | 西前頭5枚目 10–5        | 東小結 6–9                  |
| 2017年 （平成29年） | 西前頭筆頭 11–4 技★     | 東小結 9–6              | 東小結 8–7 殊           | 西関脇 9–6 殊               | 東関脇 8–7              | 東関脇 9–6                  |
| 2018年 （平成30年） | 東関脇 8–7              | 東関脇 7–8              | 東小結 9–6              | 西関脇 13–2 殊技            | 東関脇 9–6              | 東関脇 7–8                  |
| 2019年 （平成31年 /令和元年） | 西小結 8–4–3 殊         | 東小結 7–8              | 西小結 9–6              | 東関脇 9–6                  | 東関脇 12–3 殊          | 東関脇 6–9                  |
| 2020年 （令和2年） | 西前頭2枚目 7–8         | 西前頭3枚目 10–5        | 感染症拡大 により中止   | 西関脇 11–4 殊              | 西関脇 8–7              | 東関脇 7–8                  |
| 2021年 （令和3年） | 西小結 9–6              | 西小結 8–7              | 東小結 10–5             | 西関脇 8–7                  | 東関脇 9–6              | 東関脇 11–4                 |
| 2022年 （令和4年） | 東関脇 13–2 技          | 西大関2 11–4            | 東大関 6–9              | 西大関 2–5–8                | 西大関2 4–11            | 西関脇2 6–9                 |
| 2023年 （令和5年） | 東前頭2枚目 7–8         | 東前頭3枚目 4–11        | 西前頭6枚目 9–6         | 西前頭2枚目 3–12            | 東前頭11枚目 9–6        | 西前頭9枚目 8–7             |
| 2024年 （令和6年） | 東前頭9枚目 6–9         | 西前頭10枚目 9–6        | 西前頭7枚目 8–7         | 西前頭2枚目 7–8             | 東前頭3枚目 4–11        | 西前頭7枚目 7–8             |
| 2025年 （令和7年） | 西前頭7枚目 2–13        | 東前頭17枚目 6–9        | 東十両筆頭 8–7          | 西前頭16枚目 10–5           | x                       | x                           |
| 各欄の数字は、「勝ち-負け-休場」を示す。 優勝 引退 休場 十両 幕下 三賞：敢=敢闘賞、殊=殊勲賞、技=技能賞 その他：★=金星 番付階級：幕内 - 十両 - 幕下 - 三段目 - 序二段 - 序ノ口 幕内序列：横綱 - 大関 - 関脇 - 小結 - 前頭（「#数字」は各位内の序列） |                         |                         |                         |                             |                         |                             |

## メディア出演

### テレビ番組
- NBSみんなのニュース（2015年3月30日・5月25日、長野放送）
- おぉ!信州人 ハッキヨイ御嶽海!!〜木曽の星☆大道久司 春の初陣物語〜（2015年4月27日、長野朝日放送）
- 知るしん 信州を知るテレビ（2015年7月31日・11月29日・2016年5月27日・7月29日・2017年3月3日・7月28日・2018年2月2日・9月7日・2019年10月4日 、NHK長野）[172]
- チャンネル4 突き進む 御嶽海 新入幕への道（2015年10月31日、テレビ信州）
- 信州に大相撲がやって来た! 〜郷土力士の松本場所〜（2015年11月1日、信越放送）
- イブニング信州（2015年12月28日・2016年9月9日・11月10日・12月28日 、NHK長野）
- スタジオパークからこんにちは（2016年6月2日、NHK総合）
- SPORTS X（2016年7月8日、BS朝日）
- 平成二十八年大相撲名古屋場所前夜祭（2016年7月9日、中部日本放送）
- 中畑清 熱血!スポーツ応援団（2016年8月8日、BS11）
- SBCニュースワイド（2016年9月9日・12月28日・2018年12月26日 、信越放送）
- バース・デイ（2017年4月1日、TBS）
- 踊る!さんま御殿!!（2017年4月11日・2022年4月19日、日本テレビ）
- たけい荘Z〜壮だったのか!スポーツの極意〜（2017年6月18日、東海テレビ）
- 密着180日!大相撲〜新時代を担う力士たち〜（2018年3月9日、BS-TBS）
- ニュース シブ5時「能町みね子のシブ5時相撲部」（2018年7月23日、NHK総合）
- 土俵の高みへ 〜御嶽海 初優勝への軌跡〜（2018年8月5日、信越放送）
- BE-BOP SPORTS（2018年9月3日、TOKYO MX）
- 感動!大相撲がっぷり総見（2018年9月8日、BSフジ）
- 前夜祭で楽しもう!〜大相撲九州場所 直前スペシャル〜（2018年11月10日、NHK九州・NHK沖縄）
- 大相撲密着450日 目指せ!大関・新三役（2018年12月14日、BS-TBS）
- 報道ゲンバ Face 年末SP2018（2018年12月28日、テレビ信州）
- 壮だったのか!たけい荘ゴールデン（2019年1月11日、東海テレビ）
- ジャンクSPORTS 大相撲スペシャル（2019年2月24日、フジテレビ）
- 有吉ゼミ（2019年3月4日、日本テレビ）
- プレバト!!（2019年5月2日、毎日放送・TBS）
- 令和元年大相撲名古屋場所前夜祭 （2019年7月6日、中部日本放送）
- 24時間テレビ「愛は地球を救う」（日本テレビ）
  - 24時間テレビ 愛は地球を救う42（2019年8月25日、日本テレビ）「笑点」の演芸コーナーにも出演
  - 24時間テレビ 愛は地球を救う45（2022年8月27日）オープニングに登場
- 笑神様は突然に…（2019年10月30日、日本テレビ）
- ごぶごぶ（2020年2月4日・11日、毎日放送）
- ぐるぐるナインティナイン（2022年4月14日、日本テレビ）
  - グルメチキンレース・ゴチになります!23